# Friargåva
Friargåva (fästningsgåva) var i det gamla bondesamhället en vanligen egenhändigt skapad present, som en man överlämnade till en kvinna. Ofta var det en så kallad ”känning”, för att prova om hon hade intresse av att fördjupa bekantskapen. Den första gåvan var ett enkelt föremål, men visade det sig att den fallit i god jord, kunde den följas av fler, allt mer avancerade och värdefulla ting. Eftersom friaren ville visa vad han dög till var föremålen ytterst noggrant utförda och har stort kulturellt värde.
Exempel på friargåvor är träskedar, skäktknivar, klappträn, räfsor, rockhuvuden, mangelbräden och dosor.
Vid trolovningen, fästningen, utväxlades fästmans- och fästmögåvor som var juridiskt bindande. Det som skänktes bort var ofta smycken och kläder, till exempel skjorta, strumpor, skor och hatt från fästmön, som i sin tur kunde få en silkeshalsduk, en psalmbok, en silversked och även smycken som hon kunde ha i ett smyckeskrin.
Från finlandssvenska områden i Finland finns uppgifter om att gåvor inte bara utväxlades mellan pojken och flickan, utan också gavs till andra familjemedlemmar. Medan fästmannen ofta tillverkade föremål i trä kunde fästmön visa sin händighet genom att t.ex. sy västar eller skjortor till fästmannens bröder och sticka strumpor eller sy linnen till hans systrar och den blivande svärmodern. I bondesamhället befäste gåvorna de nya förbindelserna samtidigt som det unga paret fick visa sin skicklighet i hantverk. Vid sidan av köpta gåvor som inhandlades vid fästfolkets första gemensamma stadsresa överlämnades handarbeten och sniderier, som bars fram på brickor vid trolovningskalaset så att gästerna fick beundra dem.

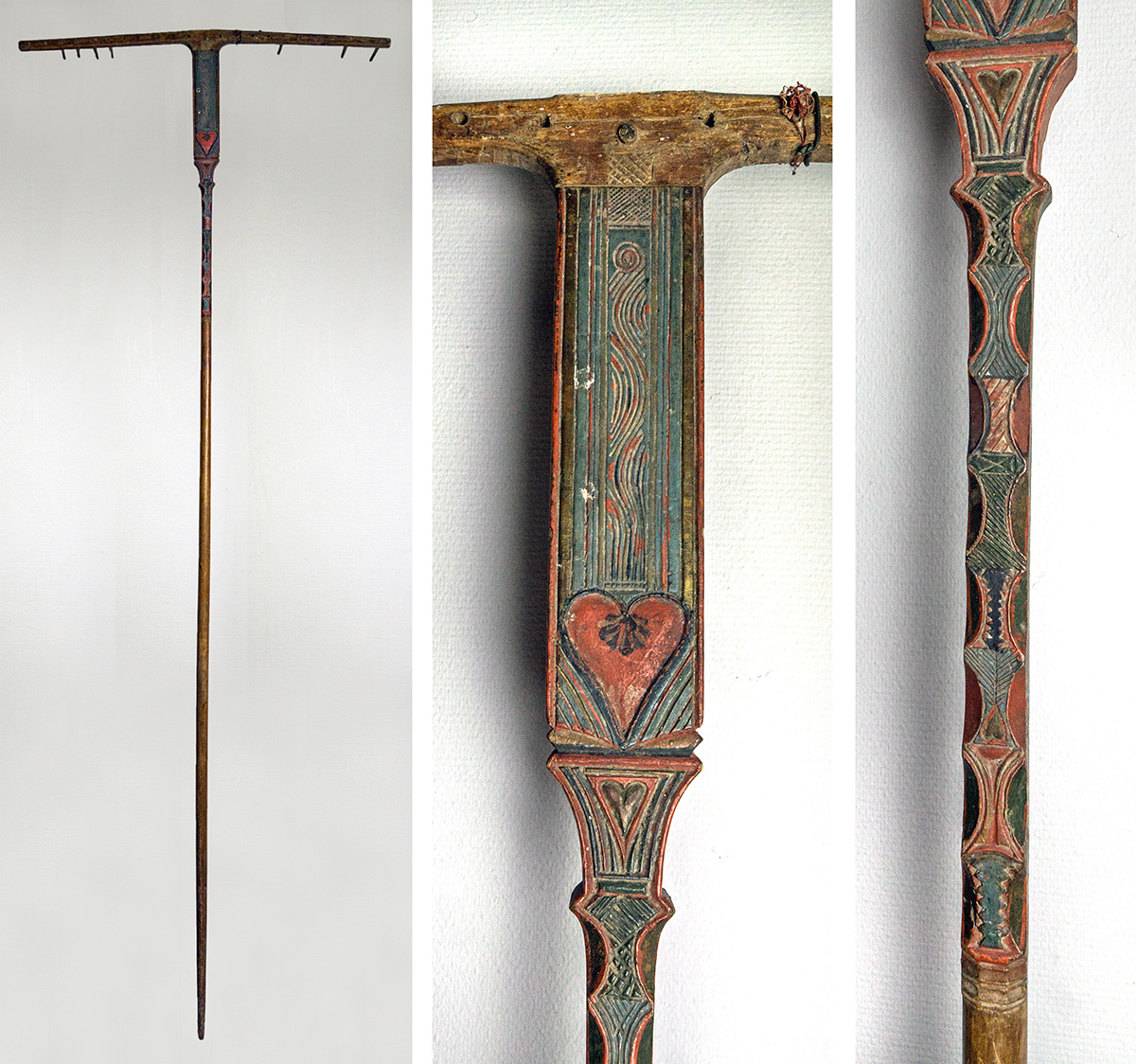
Fästmansräfsa från 1840.
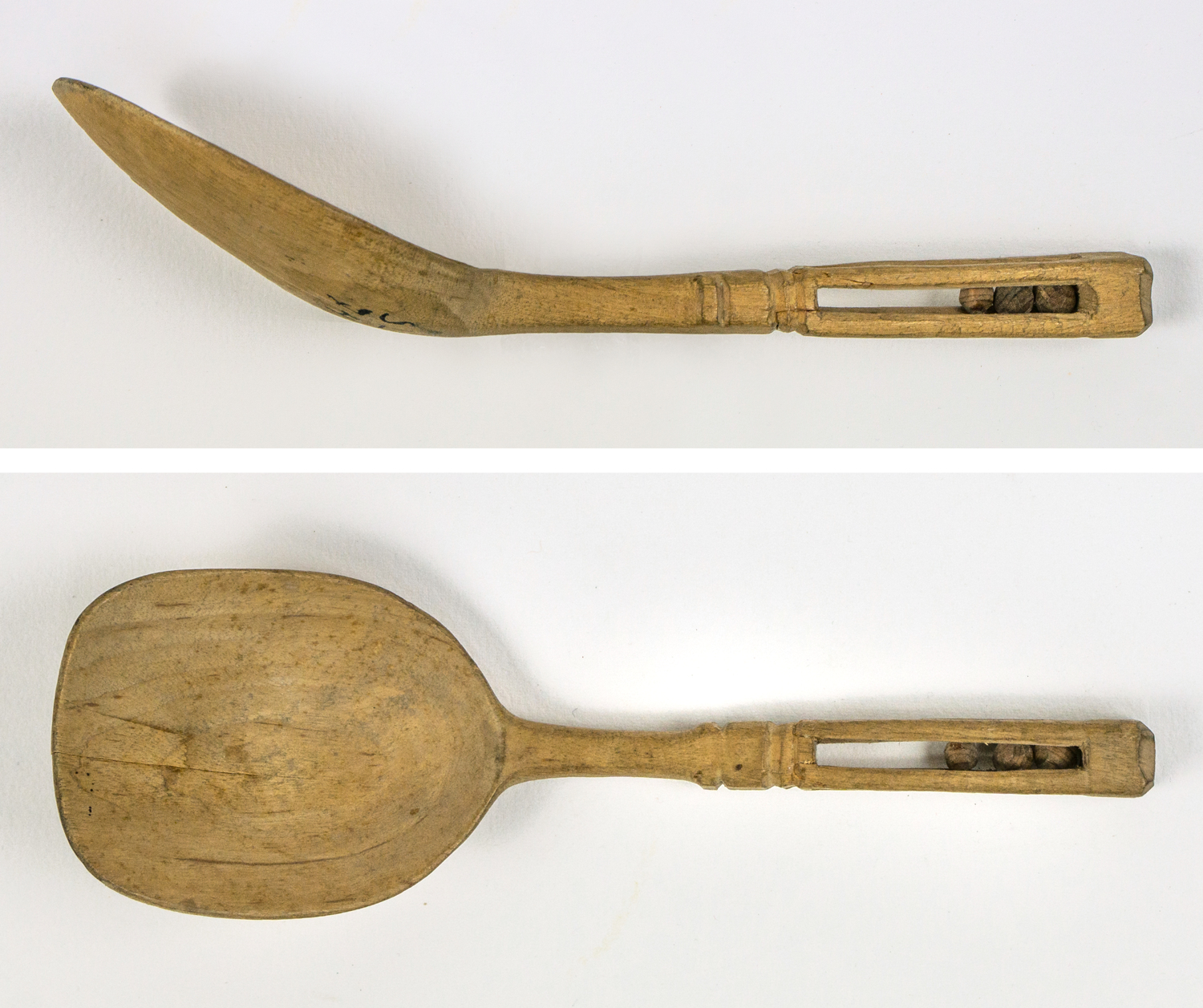
Skuren träsked med tre träkulor i skaftet.
Mangelbräde från Stallarholmen med målad dekoration från 1779.

### Webbkällor
- Svenska antiknätet